# Héctor Paletta
Héctor Alberto Paletta (* 27. November 1976) ist ein argentinischer Fußballschiedsrichter.
Paletta leitet seit der Saison 2010/11 Spiele in der argentinischen Primera Nacional B und seit der Saison 2012/13 einzelne Spiele in der Primera División. Insgesamt war er bislang bereits bei mehr als 140 bzw. 20 Spielen im Einsatz.
Seit 2023 steht er als Videoschiedsrichter (VAR) auf der Liste der FIFA-Schiedsrichter. Als Hauptschiedsrichter ist er international nicht im Einsatz.
Anfang 2024 wurde Paletta als Videoschiedsrichter für die Olympischen Sommerspiele 2024 in Paris nominiert.